# Eternal Kingdom
Albums de Cult of Luna
Somewhere Along the Highway
(2006) Vertikal
(2013)
Eternal Kingdom est le cinquième album de Cult of Luna. Il est sorti le 16 juin 2008 sur Earache Records. L'album a été enregistré au Tonteknik Studios à Umeå à la fin 2007 et au début 2008.
L'album a été mis en écoute sur MySpace par le groupe.
On revient à un style un peu plus lourd que les deux albums précédents, en partant dans une direction plus expérimentale.

## Track listing
1. "Owlwood" - 7:40
2. "Eternal Kingdom" - 6:41
3. "Ghost Trail" - 11:50
4. "The Lure (Interlude)" - 2:34
5. "Mire Deep" - 5:11
6. "The Great Migration" - 6:32
7. "Österbotten" - 2:20
8. "Curse" - 6:31
9. "Ugín" - 2:44
10. "Following Betulas"	- 8:56